# Kuvait a 2012. évi nyári olimpiai játékokon
Kuvait a nagy-britanniai Londonban megrendezett 2012. évi nyári olimpiai játékok egyik részt vevő nemzete volt. Az országot az olimpián 4 sportágban 10 sportoló képviselte, akik összesen 1 érmet szereztek.

## Érmesek
| Érem  | Versenyző        | Sportág       | Versenyszám |
| ----- | ---------------- | ------------- | ----------- |
| Bronz | Fehajd ed-Díháni | Sportlövészet | Férfi trap  |

## Asztalitenisz
Férfi
| Versenyző         | Versenyszám | Selejtező                                                | 64-es főtábla                                  | 48-as főtábla     | 32-es főtábla     | Nyolcaddöntő      | Negyeddöntő       | Elődöntő          | Döntő             | Helyezés |
| Versenyző         | Versenyszám | Ellenfél Eredmény                                        | Ellenfél Eredmény                              | Ellenfél Eredmény | Ellenfél Eredmény | Ellenfél Eredmény | Ellenfél Eredmény | Ellenfél Eredmény | Ellenfél Eredmény | Helyezés |
| ----------------- | ----------- | -------------------------------------------------------- | ---------------------------------------------- | ----------------- | ----------------- | ----------------- | ----------------- | ----------------- | ----------------- | -------- |
| Ibráhím el-Haszan | Egyes       | Saheed Idowu (CGO) · 11–3, 8–11, 7–11, 13–11, 11–6, 11–6 | Paul Drinkhall (GBR) · 9–11, 10–12, 9–11, 4–11 | kiesett           | kiesett           | kiesett           | kiesett           | kiesett           | kiesett           | 49.      |

## Atlétika
Férfi
| Versenyző         | Versenyszám | Előfutam | Előfutam | Előfutam | Elődöntő | Elődöntő | Elődöntő | Döntő   | Döntő    |
| Versenyző         | Versenyszám | Idő      | Hely.    | Össz.    | Idő      | Hely.    | Össz.    | Idő     | Helyezés |
| ----------------- | ----------- | -------- | -------- | -------- | -------- | -------- | -------- | ------- | -------- |
| Mohammed el-Ázemi | 800 m       | kizárták | kizárták | kizárták | kiesett  | kiesett  | kiesett  | kiesett | kiesett  |
| Faváz es-Sammari  | 110 m gát   | 14,00    | 7.       | 41.      | kiesett  | kiesett  | kiesett  | kiesett | kiesett  |

| Versenyző      | Versenyszám   | Selejtező | Selejtező | Döntő    | Döntő    |
| Versenyző      | Versenyszám   | Eredmény  | Helyezés  | Eredmény | Helyezés |
| -------------- | ------------- | --------- | --------- | -------- | -------- |
| Ali ez-Zinkavi | Kalapácsvetés | 73,40 m   | 18.       | kiesett  | kiesett  |

## Sportlövészet
Férfi
| Versenyző          | Versenyszám | Selejtező | Selejtező | Döntő   | Döntő    |
| Versenyző          | Versenyszám | Pont      | Helyezés  | Pont    | Helyezés |
| ------------------ | ----------- | --------- | --------- | ------- | -------- |
| Fehajd ed-Díháni   | Dupla trap  | 140       | 3.        | 185     | 4.*      |
| Fehajd ed-Díháni   | Trap        | 124       | 2.        | 145     |          |
| Talál er-Rasídi    | Trap        | 116       | 26.       | kiesett | kiesett  |
| Abdalláh er-Rasídi | Skeet       | 116       | 21.       | kiesett | kiesett  |

Női
| Versenyző     | Versenyszám           | Selejtező | Selejtező | Döntő   | Döntő    |
| Versenyző     | Versenyszám           | Pont      | Helyezés  | Pont    | Helyezés |
| ------------- | --------------------- | --------- | --------- | ------- | -------- |
| Marjam Arzúki | Légpuska              | 393       | 28.       | kiesett | kiesett  |
| Marjam Arzúki | Sportpuska, összetett | 564       | 44.       | kiesett | kiesett  |

* - egy másik versenyzővel azonos eredményt ért el, szétlövés után 1 ponttal a 2. helyen végzett, így a negyedik helyen végzett.

## Úszás
Férfi
| Versenyző         | Versenyszám    | Előfutam | Előfutam | Előfutam | Elődöntő | Elődöntő | Elődöntő | Döntő   | Döntő    |
| Versenyző         | Versenyszám    | Idő      | Hely.    | Össz.    | Idő      | Hely.    | Össz.    | Idő     | Helyezés |
| ----------------- | -------------- | -------- | -------- | -------- | -------- | -------- | -------- | ------- | -------- |
| Júszef el-Aszkari | 200 m pillangó | 2:05,41  | 4.       | 36.      | kiesett  | kiesett  | kiesett  | kiesett | kiesett  |

Női
| Versenyző   | Versenyszám | Előfutam | Előfutam | Előfutam | Elődöntő | Elődöntő | Elődöntő | Döntő   | Döntő    |
| Versenyző   | Versenyszám | Idő      | Hely.    | Össz.    | Idő      | Hely.    | Össz.    | Idő     | Helyezés |
| ----------- | ----------- | -------- | -------- | -------- | -------- | -------- | -------- | ------- | -------- |
| Fáj Huszajn | 50 m gyors  | 27,92    | 7.       | 48.      | kiesett  | kiesett  | kiesett  | kiesett | kiesett  |